# Jorge Vargas
Jorge Vargas, född 8 februari, 1976 i Santiago, är en chilensk före detta fotbollsspelare som spelade som försvarare.

## Karriär
1995 debuterade han för Universidad Católica, men efter 5 år flyttade han till Italien för spel i Reggina. Därefter spelade han också för Empoli och Livorno innan han slutligen flyttade till Österrike för att spela för FC Red Bull Salzburg.

## Landslaget
Vargas har representerat Chile 36 gånger efter debuten 28 april, 1999 i en match mot Bolivia. Han var också kapten under en kort period.
Efter att Chile åkt ur Copa América 2007 uppstod skandal då Vargas i sällskap av ett par andra landslagsspelare stuckit ut på puben. Det resulterade i att Vargas och de andra inblandade chilenarna stängdes av från landslaget i 20 matcher. Det betyder att Vargas kommer att missa hela kvalet mot VM 2010 i Sydafrika.